# Massif des Palanges et crêtes de Vézins
Le massif des Palanges et les crêtes de Vézins sont deux ensembles montagneux français constituant le nord-est du massif du Lévézou. Chez certains auteurs le nom de Palanges est attribué à l’ensemble des deux massifs.

## Géographie

### Situation
Ces montagnes se trouvent au centre du département de l’Aveyron, dans le tiers sud du Massif central. Elles couvrent une partie ou la totalité des communes suivantes :
| Massif des Palanges                        | Crêtes de Vézins |
| ------------------------------------------ | --- |
| - Agen-d'Aveyron - Bertholène - Montrozier | - Arques - Gaillac-d'Aveyron - Laissac - Lavernhe - Recoules-Prévinquières - Ségur - Sévérac-l'Église - Vézins-de-Lévézou - Le Vibal |

### Topographie
Le massif des Palanges est délimité au nord et à l’ouest par l'Aveyron et au sud par le ruisseau des Palanges. À l’est les gorges du ruisseau de Lugagnac font la transition avec les crêtes de Vézins. Il s’étire d’est en ouest sur une longueur d’environ 10 km et sur 6 km du sud au nord. Il culmine à 894 m d’altitude.
Les crêtes de Vézins sont constituées d’une suite continue de sommets arrondis. Elles culminent au puech del Pal à 1 155 m. D’est en ouest, elles sont délimitées par la vallée du Viaur et de l'Aveyron vers laquelle elles s'abaissent brusquement.
Les deux ensembles s'étendent sur une superficie d'environ 5 000 ha, dont 3 300 ha de surface boisée.

### Géologie
Cette région est majoritairement constituée par des terrains primitifs où le gneiss domine largement. Les deux massifs présentent toutefois des différences géologiques notables.

### Faune et flore
Une grande partie du massif est boisée de chênes sessiles, de châtaigniers, de hêtres et de résineux. Plusieurs tourbières abritent des espèces rares et bénéficient d’un classement en ZNIEFF.

## Histoire
La région fut peuplée dès la Préhistoire comme en témoigne la présence du dolmen d'Agen-d'Aveyron.
Durant le 2e âge du fer, l’oppidum de Montmerlhe aurait été la principale place forte des Rutènes avant leur installation sur la butte de Rodez.

## Économie
Au XIXe siècle il y a eu une exploitation minière du charbon et de la barytine. Entre 1974 et 1977, de l'uranium a été extrait. Aujourd’hui l’élevage, l’exploitation et le sciage du bois sont les principales activités économiques.